# 卢楞伽

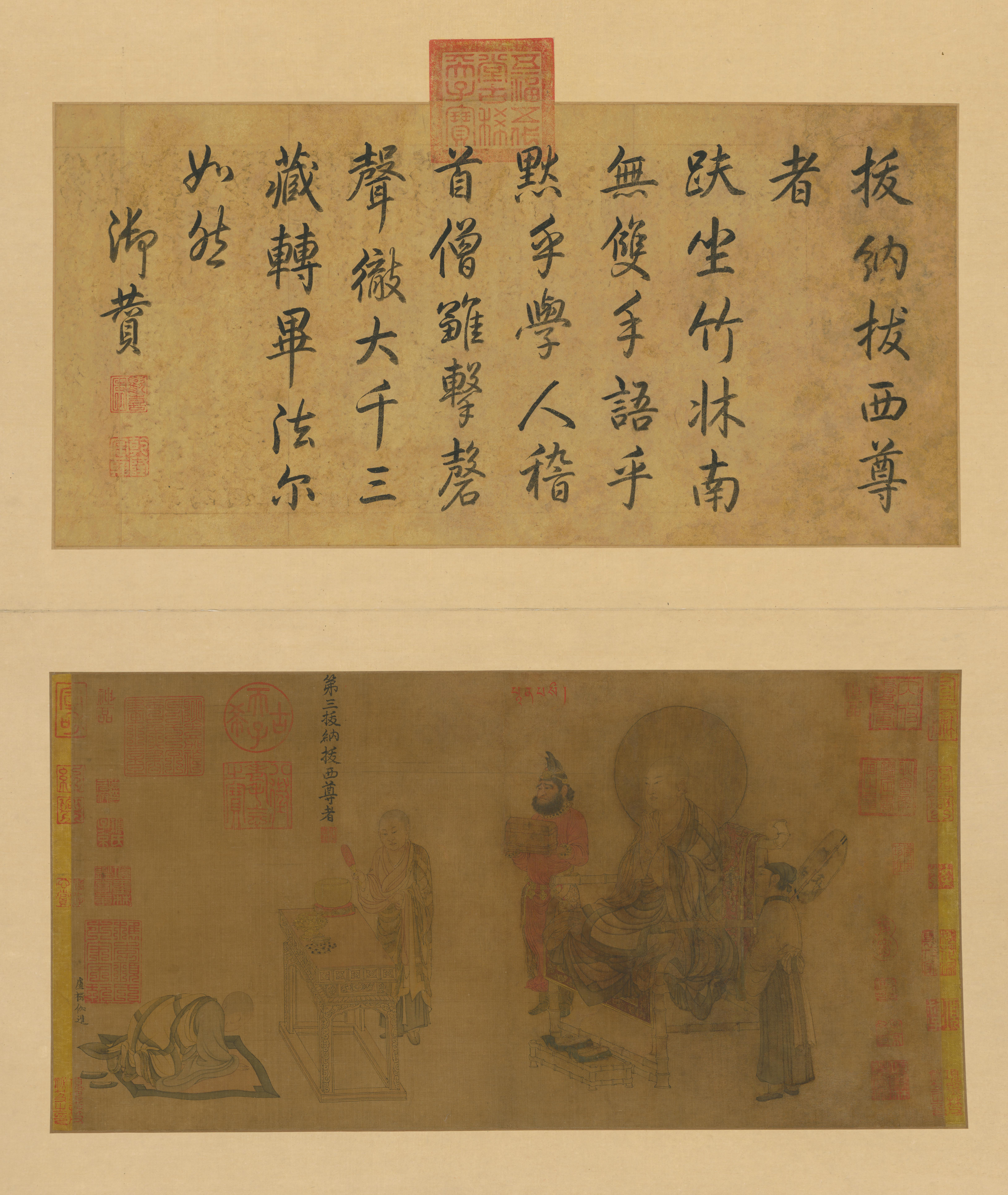
卢椤伽《六尊者像册》之第三拔纳拔西尊者

卢楞伽，唐朝画家。一作卢稜伽。长安（今陕西西安）人。著名画家吴道子学生。擅作佛像、经变。画风细致，咫尺之间山水辽阔，物象精备。他虽学吴道子，但吴道子认为他仅得笔势及手诀，并未得心诀。
唐玄宗驻跸四川期间由汴入蜀，声名益著。
唐肃宗乾元初（758年）于成都大圣慈寺画《行道高僧》数堵，受颜真卿题字；又曾画长安庄严寺画三门。
据宋《宣和画谱》记载：卢楞伽为创作庄严寺三门的壁画，耗尽了心血。吴道子叹息道：“此子笔力常时不及我，今乃相类，是子也精爽尽于此矣!”一个月以后，卢楞伽力竭而卒。这套册页仅存“第三拔纳拔西尊者”、“第八嘎纳嘎拔喇尊者”、“第十一租巴纳塔嘎尊者”、“第十五锅巴嘎尊者”、“第十七嘎沙雅巴尊者”、“第十八纳纳答密答喇尊者”六幅。此画线条流畅细劲，人物的神情与动态均刻得相当生动，富有情味；色彩不多，但光彩夺目，部分地方以淡墨赋染。